# 37. Arany Málna-gála
A 37. Arany Málna-gálán (Razzies) – az Oscar-díj paródiájaként – az amerikai filmipar 2016. évi legrosszabb filmjeit, illetve azok alkotóit díjazzák kilenc kategóriában.
A különféle kategóriákba történő előzetes jelölések listáját 2017. január 2-án küldték meg a több mint 900 egyesült államokbeli és külföldi filmrajongó, kritikus, újságíró és filmes szakember G.R.A.F.-tag  részére. A díjra történt jelölések végleges listáját január 23-án hozták nyilvánosságra. A szervezők szerint az elmúlt év filmtermése annyira rossz volt, hogy az egyes kategóriák jelöltjeinek számát kénytelenek voltak felemelni ötről hatra. A 2016-os amerikai filmtermésből a legtöbb jelölést (nyolc-nyolc) a Batman Superman ellen – Az igazság hajnala, valamint a Zoolander 2. kapta, melyeket olyan filmek követnek öt-öt jelöléssel, mint A függetlenség napja – Feltámadás, az Egyiptom istenei, a Nagyfater elszabadul, valamint Hillary's America: The Secret History of the Democratic Party. „Legpocsékabb színészi teljesítményért” díjat „nyerhet” Ben Affleck, Robert De Niro, Julia Roberts vagy Megan Fox is.
A „győztesek” kihirdetésére a 89. Oscar-gála előtti napon, 2017. február 25-én került sor Hollywoodban.
A díjkiosztást szervező alapítvány ez évben is bevonta a nagyközönséget a szavazásba a Rotten Tomatoes weblap segítségével. Az olvasók ezúttal a legrosszabb filmes páros szűkített listájára szavazhattak tíz jelöltpáros közül.
A 9 „díj” odaítélése nagyon egyhangú lett: a Zoolander 2. egyet kapott, a fennmaradókon pedig fele-fele arányban osztozott a Hillary's America: The Secret History of the Democratic Party és a Batman Superman ellen – Az igazság hajnala.
Az eredeti jelöléseken felül ez évben is odaítélték az Arany Málna-megváltó díjat, amit Mel Gibsonnak ítéltéek, mivel a 2015-ös legrosszabb férfi mellékszereplő jelölést feledtette az Oscar-díj jelölt A fegyvertelen katona rendezésével.
Az aktuálpolitika sem maradhatott ki a díjátadóval kapcsolatban: egy, a Razzies alapítójával, John Wilsonnal készített interjú kapcsán a The Huffington Post politikai blog felhívja az amerikai elnök, Donald Trump figyelmét, aki egy cameoszerepben önmagát alakította a Szellemképtelenség (Ghosts Can't Do It) című filmvígjátékban, hogy még mindig várják a 11. Arany Málna-gálán legrosszabb férfi mellékszereplőként neki ítélt díj átvételére.
Dinesh D'Souza három kategóriában kapott díjat a Hillary's America: The Secret History of the Democratic Party című dokumentumfilmjéért. A díjnyerteseket kihirdető videóban háromszor is feltűnve elfogadja az Arany Málnákat. D'Souza viccesen kijelentette: „Azért adjátok nekem, mert nagyon idegesek vagytok amiatt, hogy Trump nyert. Nem tettétek magatokat túl rajta, valószínűleg soha nem is fogjátok” és „Ez a fajta díj valójában jót tesz a karrieremnek.” „Nézzétek, ha egy Oscar-t kaptam volna, kész lennék. Nem tudtam más filmet készíteni, a közönségem meg nem akar mutatkozni. Azt gondolhatták volna, hogy egy lennék közületek.” Végül segít a videót befejezni, mondván: „Razzie-t nyerni, srácaitokkal inzultálni engem? Ez abszolút fantasztikus. Közönségem szereti azt a tényt, hogy utáltok engem. Köszönöm.”

## Díjazottak és jelöltek
| „Győztes” |

| Kategória                                                  | „Győztesek” és jelöltek |
| ---------------------------------------------------------- | --- |
| Legrosszabb film                                           | Hillary's America: The Secret History of the Democratic Party, producer: Gerald R. Molen (D'Souza Media)                                                   |
| Legrosszabb film                                           | A függetlenség napja – Feltámadás, producer: Dean Devlin, Roland Emmerich, Harald Kloser (20th Century Fox)                                                |
| Legrosszabb film                                           | Batman Superman ellen – Az igazság hajnala, producer: Christopher Nolan (DC Entertainment)                                                                 |
| Legrosszabb film                                           | Egyiptom istenei, producer: Basil Iwanyk, Alex Proyas, (Thunder Road Pictures/Mystery Clock Cinema)                                                        |
| Legrosszabb film                                           | Nagyfater elszabadul, producer: Jason Barrett, Bill Block, Barry Josephson, Michael Simkins (BillBlock Media)                                              |
| Legrosszabb film                                           | Zoolander 2., producer: Stuart Cornfeld, Scott Rudin, Ben Stiller, Clayton Townsend, Marco Valerio Pugini (Red Hour Productions)                           |
| Legrosszabb előzményfilm, remake, koppintás vagy folytatás | Batman Superman ellen – Az igazság hajnala, producer: Christopher Nolan (DC Entertainment)                                                                 |
| Legrosszabb előzményfilm, remake, koppintás vagy folytatás | A fekete ötven árnyalata, producer: Rick Alvarez, Marlon Wayans (IM Global)                                                                                |
| Legrosszabb előzményfilm, remake, koppintás vagy folytatás | A függetlenség napja – Feltámadás, producer: Dean Devlin, Roland Emmerich, Harald Kloser (20th Century Fox)                                                |
| Legrosszabb előzményfilm, remake, koppintás vagy folytatás | Alice Tükörországban, producer: Tim Burton, Joe Roth, Jennifer Todd, Suzanne Todd (Walt Disney Pictures/Roth Films/Team Todd/Tim Burton Productions)       |
| Legrosszabb előzményfilm, remake, koppintás vagy folytatás | Tini Nindzsa Teknőcök: Elő az árnyékból!, producer: Michael Bay, Andrew Form, Brad Fuller, Scott Mednick, Galen Walker (Nickelodeon Movies/Paltinum Dunes) |
| Legrosszabb előzményfilm, remake, koppintás vagy folytatás | Zoolander 2., producer: Stuart Cornfeld, Scott Rudin, Ben Stiller, Clayton Townsend, Marco Valerio Pugini (Red Hour Productions)                           |
| Legrosszabb férfi főszereplő                               | Dinesh D'Souza – Hillary's America: The Secret History of the Democratic Party, önmagaként                                                                 |
| Legrosszabb férfi főszereplő                               | Ben Affleck – Batman Superman ellen – Az igazság hajnala, mint Batman                                                                                      |
| Legrosszabb férfi főszereplő                               | Gerard Butler – Egyiptom istenei és Támadás a Fehér Ház ellen 2. – London ostroma, mint Széth, ill. Mike Banning                                           |
| Legrosszabb férfi főszereplő                               | Henry Cavill – Batman Superman ellen – Az igazság hajnala, mint Clark Kent / Superman                                                                      |
| Legrosszabb férfi főszereplő                               | Robert De Niro – Nagyfater elszabadul, mint Dick Kelly |
| Legrosszabb férfi főszereplő                               | Ben Stiller – Zoolander 2., mint Derek Zoolander |
| Legrosszabb női főszereplő                                 | Becky Turner – Hillary's America: The Secret History of the Democratic Party, mint Hillary Clinton                                                         |
| Legrosszabb női főszereplő                                 | Megan Fox – Tini Nindzsa Teknőcök: Elő az árnyékból!, mint April O'Neil                                                                                    |
| Legrosszabb női főszereplő                                 | Tyler Perry – Boo! A Madea Halloween, mint Madea / Joe / Brian                                                                                             |
| Legrosszabb női főszereplő                                 | Julia Roberts – Anyák napja, mint Miranda Collins |
| Legrosszabb női főszereplő                                 | Naomi Watts – A beavatott-sorozat: A hűséges, mint Evelyn Johnson-Eaton                                                                                    |
| Legrosszabb női főszereplő                                 | Shailene Woodley – A beavatott-sorozat: A hűséges, mint Beatrice "Tris" Prior                                                                              |
| Legrosszabb férfi mellékszereplő                           | Jesse Eisenberg – Batman Superman ellen – Az igazság hajnala, mint Lex Luthor                                                                              |
| Legrosszabb férfi mellékszereplő                           | Nicolas Cage – Snowden, mint Hank Forrester |
| Legrosszabb férfi mellékszereplő                           | Johnny Depp – Alice Tükörországban, mint Kalapos |
| Legrosszabb férfi mellékszereplő                           | Will Ferrell – Zoolander 2., mint Jacobim Mugatu |
| Legrosszabb férfi mellékszereplő                           | Jared Leto – Suicide Squad – Öngyilkos osztag, mint Joker                                                                                                  |
| Legrosszabb férfi mellékszereplő                           | Owen Wilson – Zoolander 2., mint Hansel McDonald |
| Legrosszabb női mellékszereplő                             | Kristen Wiig – Zoolander 2., mint Alexanya Atoz |
| Legrosszabb női mellékszereplő                             | Julianne Hough – Nagyfater elszabadul, mint Meredith Goldstein, Jason menyasszonya                                                                         |
| Legrosszabb női mellékszereplő                             | Kate Hudson – Anyák napja, mint Jesse |
| Legrosszabb női mellékszereplő                             | Aubrey Plaza – Nagyfater elszabadul, mint Lenore |
| Legrosszabb női mellékszereplő                             | Jane Seymour – A fekete ötven árnyalata, mint Claire, Christian anyja                                                                                      |
| Legrosszabb női mellékszereplő                             | Sela Ward – A függetlenség napja – Feltámadás, mint Lanford elnök                                                                                          |
| Legrosszabb filmes páros                                   | Ben Affleck és az ő LÖE (Legfélelmetesebb Örökös Ellensége), Henry Cavill – Batman Superman ellen – Az igazság hajnala                                     |
| Legrosszabb filmes páros                                   | Bármely két egyiptomi isten vagy halandó – Egyiptom istenei                                                                                                |
| Legrosszabb filmes páros                                   | Johnny Depp és hányingerlően vibráló ruhája – Alice Tükörországban                                                                                         |
| Legrosszabb filmes páros                                   | A teljes szereposztás Valaha Tisztelt Színészei – Váratlan szépség                                                                                         |
| Legrosszabb filmes páros                                   | Tyler Perry és Ugyanazon Régi Kopott Parókája – Boo! A Madea Halloween                                                                                     |
| Legrosszabb filmes páros                                   | Ben Stiller és az ő AVB-ja (Alig Vicces Barátja) Owen Wilson – Zoolander 2.                                                                                |
| Legrosszabb rendező                                        | Dinesh D'Souza és Bruce Schooley – Hillary's America: The Secret History of the Democratic Party                                                           |
| Legrosszabb rendező                                        | Roland Emmerich – A függetlenség napja – Feltámadás |
| Legrosszabb rendező                                        | Tyler Perry – Boo! A Madea Halloween |
| Legrosszabb rendező                                        | Alex Proyas – Egyiptom istenei |
| Legrosszabb rendező                                        | Zack Snyder – Batman Superman ellen – Az igazság hajnala                                                                                                   |
| Legrosszabb rendező                                        | Ben Stiller – Zoolander 2. |
| Legrosszabb forgatókönyv                                   | Batman Superman ellen – Az igazság hajnala, forgatókönyvíró: Chris Terrio, David S. Goyer                                                                  |
| Legrosszabb forgatókönyv                                   | A függetlenség napja – Feltámadás, forgatókönyvíró: Dean Devlin, Roland Emmerich, Nicolas Wright, James A. Woods, James Vanderbilt                         |
| Legrosszabb forgatókönyv                                   | Egyiptom istenei, forgatókönyvíró: Matt Sazama, Burk Sharpless                                                                                             |
| Legrosszabb forgatókönyv                                   | Hillary's America: The Secret History of the Democratic Party, forgatókönyvíró: Dinesh D'Souza, Bruce Schooley                                             |
| Legrosszabb forgatókönyv                                   | Nagyfater elszabadul, forgatókönyvíró: John Phillips |
| Legrosszabb forgatókönyv                                   | Suicide Squad – Öngyilkos osztag, forgatókönyvíró: David Ayer                                                                                              |
| Arany Málna-megváltó díj                                   | Mel Gibson, a 2015-ös legrosszabb férfi mellékszereplő jelölést feledtetve az Oscar-díj jelölt A fegyvertelen katona rendezésével.                         |

### A kategóriákban előforduló filmek
Az „Arany Málna-megváltó díj” kategória alkotásainak kivételével.
| Jelölés | Díj | Magyar cím                                    | Eredeti cím                                                   |
| ------- | --- | --------------------------------------------- | ------------------------------------------------------------- |
| 8       | 4   | Batman Superman ellen – Az igazság hajnala    | Batman v Superman: Dawn of Justice                            |
| 8       | 1   | Zoolander 2.                                  | Zoolander 2                                                   |
| 5       | 4   | –––                                           | Hillary's America: The Secret History of the Democratic Party |
| 5       | 0   | A függetlenség napja – Feltámadás             | Independence Day: Resurgence                                  |
| 5       | 0   | Egyiptom istenei                              | Gods of Egypt                                                 |
| 5       | 0   | Nagyfater elszabadul                          | Dirty Grandpa                                                 |
| 3       | 0   | Alice Tükörországban                          | Alice Through the Looking Glass                               |
| 3       | 0   | –––                                           | Boo! A Madea Halloween                                        |
| 2       | 0   | A beavatott-sorozat: A hűséges                | The Divergent Series: Allegiant                               |
| 2       | 0   | A fekete ötven árnyalata                      | Fifty Shades of Black                                         |
| 2       | 0   | Anyák napja                                   | Mother's Day                                                  |
| 2       | 0   | Suicide Squad – Öngyilkos osztag              | Suicide Squad                                                 |
| 2       | 0   | Tini Nindzsa Teknőcök: Elő az árnyékból!      | Teenage Mutant Ninja Turtles: Out of the Shadows              |
| 1       | 0   | Snowden                                       | Snowden                                                       |
| 1       | 0   | Támadás a Fehér Ház ellen 2. – London ostroma | London Has Fallen                                             |
| 1       | 0   | Váratlan szépség                              | Collateral Beauty                                             |